# 三角頭

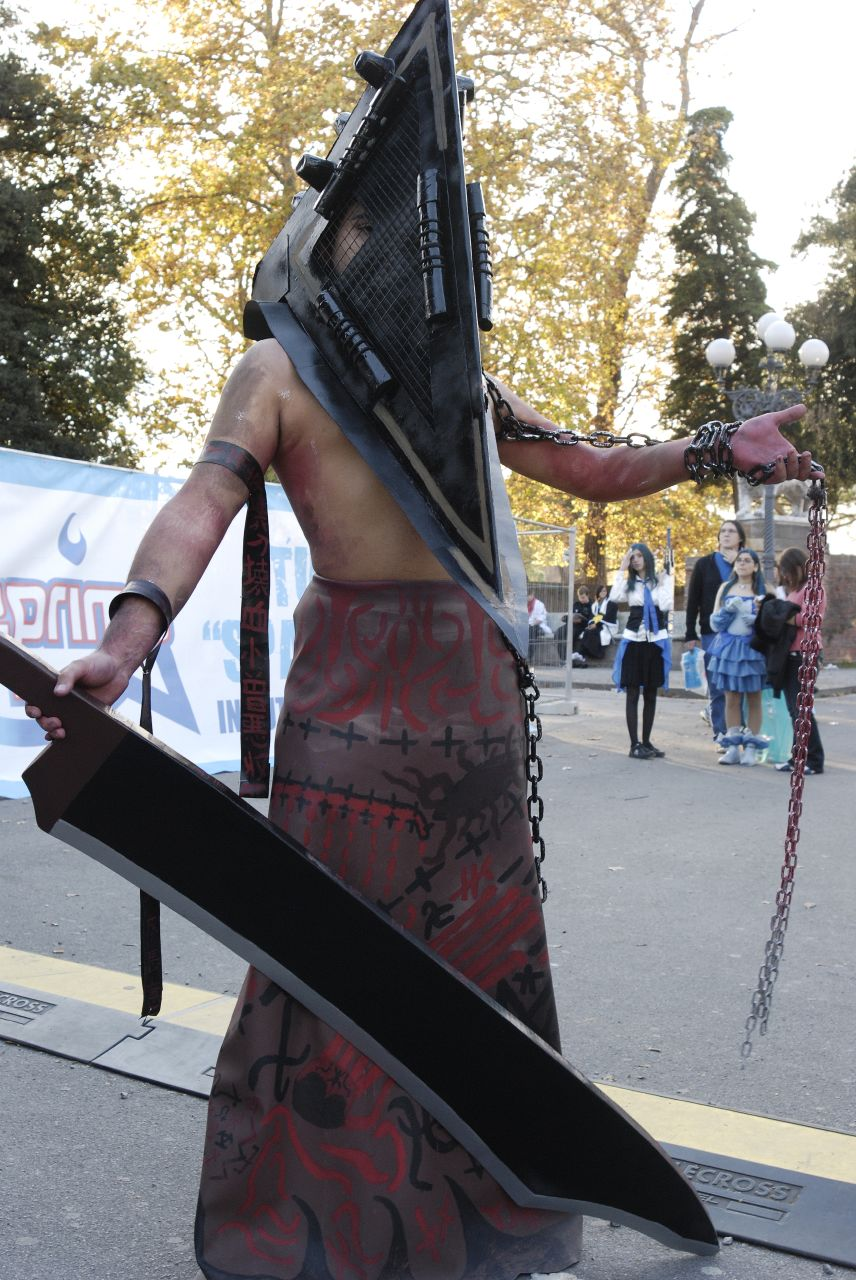
三角頭のコスプレ。

三角頭（さんかくあたま、Pyramid head）とは、ホラーゲームもしくはホラー映画『サイレントヒル』シリーズに登場する架空の生物の総称である。

## 概要
その名の通り、正面・横・背後から見ると三角形に見える（つまり多角錐）大きな兜状の頭部が最大の特徴である人型の怪物で、『サイレントヒル2』に初登場して以降、様々なサイレントヒルを題材とするメディアに登場し、現在ではシリーズを代表するキャラクターとなっている。作品毎に名称、外見、設定が微妙に異なるが、金属と思われる多角錐状の兜を被った筋肉質な男性のような外見、不死身で怪力、罪と罰、暴力や男性の象徴として描写される、巨大な大鉈を武器とするなどの要素は共通している。必ずしも敵として主人公と対峙するというわけではなく、作品によって成り立ちや役割は大きく異なる。なお、三角頭というのは通称で、正式名称は『2』などに登場するものはレッドピラミッドシング、実写映画版に登場するものはレッドピラミッド、『サイレントヒル ホームカミング』に登場するものはブギーマンである。『Dead by Daylight』において、サイレントヒルとのコラボが決定し、三角頭が新キラー「エクセキューショナー」として実装された。

## 種類

### レッドピラミッドシング / 三角頭（ピラミッドヘッド）
かつて、サイレントヒルのトルーカ刑務所で執り行われていた刺殺刑の際、槍で受刑者を刺し殺す処刑執行人の衣装に身を包んだ人型の怪物。被っている巨大な兜は計十四面の複雑な角錐状で、一見すると左右対称に見えるが、兜の右側面は瘤のように隆起し正面左下には弾痕のような穴が空いている。着ている白い服はノースリーブのローブのようだが、股下は袋のように閉じている。その他にも黒い長靴、人差し指・中指・薬指が繋がった奇妙な形状のゴム手袋を着用している。
『サイレントヒル2』におけるレッドピラミッドシング
名称は「赤い三角頭」の意で、その見た目から主人公ジェイムス・サンダーランドにより名付けられた。ただし、その名で呼ばれるのは一度だけで、それ以降は「三角頭」と呼ばれる。
ジェイムスの自罰意識と、サイレントヒルの土地に宿る「力」により具現化した存在。作中でジェイムスが三角頭を指して「私は弱かった。だからお前の存在を望んでいた。私の罪を罰してくれる誰か……」と明言している。ジェイムスとほぼ同じ体格（ただし、肩幅が少し広く、腕も少し長い）の持ち主。声もジェイムスに酷似している。如何なる攻撃を受けても動作が一時的に遅くなるのみで決して倒れない不死性や巨大で重厚な武器・大鉈を片手で軽々と振り回す怪力、他のクリーチャーを嬉々として虐待ないし殺害する残虐さを併せ持つ。総合的な戦闘力は他のクリーチャーを大きく突き放すほど高い反面、移動速度は緩慢で決して走らない。
ジェイムスに現実を認識させることを目的として行動しており、そのためジェイムスの現実逃避により具現化したマリアを執拗に殺そうとする。所持する武器によってタイプAとB、そしてイベントシーンにのみ登場する素手タイプの3種類が存在するが、これらが同一の存在かは不明。
素手の三角頭
前述の通りイベントシーンのみの登場で、直接対峙することはない。
ウッドサイドアパートの二階北側廊下にて鉄柵越しにジェイムスと初遭遇し、その後三階307号室で他のクリーチャーであるマネキン2体を凌辱するかのように処刑している最中にジェイムスと再び遭遇。クローゼットに隠れたジェイムスを探すが彼の突然の銃撃に驚いたような素振りを見せ退散する。
タイプA
大鉈を装備した三角頭。所持する大鉈は巨大な鋏の片割れであり、もう一つの片割れは後に異世界の迷宮でジェイムスの手に渡る。
大鉈を降り下ろし相手を一撃で殺す攻撃などの大鉈を用いた攻撃は威力が非常に高い反面、動作に隙が多いが、左手で殴ったり首を掴み上げる攻撃は素早いために避けにくい。ブルークリークアパートの北側階段室とブルックヘイブン病院の屋上にのみ登場。アパートではジェイムスと対峙し追い詰めるが、突然鳴り響いたサイレン音に呼応して撤退する。病院では突然ジェイムスの背後に現れ、屋上から突き落とし重傷を与える。
タイプB
リーチが長い、かつての死刑執行人が使用していた槍を装備した三角頭。移動速度は相変わらず緩慢だが、攻撃動作は俊敏。また、相手を即死させる攻撃手段は持たないが攻撃力は高い。攻撃手段はジェイムスとの最終戦以外では槍で突く攻撃のみだが、最終戦では槍を素早く左右に振り回す攻撃範囲が非常に広い攻撃も行う。異世界化したブルックヘイブン病院の現実世界には存在しないはずの地下廊下にてジェイムスの前に初めて姿を現し、それ以降もサイレントヒル資料館に空いた「穴」から通じる現実世界に存在しない迷宮通路や裏世界化したレイクビューホテルのロビーにて三度に渡りジェイムスと遭遇する。
病院の地下廊下では背後から突然現れ、追跡の末にジェイムスと同行中のマリアを追い詰め殺害。迷宮通路では大鉈の片割れが置かれた拷問部屋の周辺や地下道を徘徊するが、接近しない限りジェイムスを追跡しようとはしない。ホテルでは2体が同時に現れジェイムスの目の前で復活したマリアを処刑するが、既に現実を認識し他力本願な罰を必要としなくなったジェイムスに「もういらないんだ……」と断じられ怯えて後退りしながらも、自らの存在意義を賭けて対峙する。しかし、戦闘中に初めて攻撃に怯む様子を見せ、最後は負けを認めるかのように2体同時に喉に槍を突き刺し自害し、オブジェのような直立した遺体と化す。

『サイレントヒル アーケード』におけるレッドピラミッドシング
所持する武器は大鉈。耐久力が高く、即死させる攻撃は無くなったものの攻撃力は非常に高い。また、兜に覆われた頭部には攻撃が効かない。ブルックヘイブン病院の裏世界にて、主人公であるエリックとティナに大量の蟲型クリーチャーであるクリーパーを伴って襲いかかり、二人を追い詰めるがサイレン音により裏世界と共に消滅する。その後、詳細不明の異世界にて再び二人の前に現れ執拗に追跡する。その後、野原のような場所で追い詰められた二人と対峙し、小型クリーチャーのトリーマーやハマーをけしかけつつ襲いかかるも二人の激しい攻撃に初めて片膝をつき、そのまま退散する。他のクリーチャーと違い、最後まで完全には倒せない。
『サイレントヒル ブック オブ メモリーズ』におけるピラミッドヘッド
名称はピラミッドヘッドと異なるが外見はレッドピラミッドシングと同じ。装備する大鉈はさらに巨大化しており、即死攻撃は無いものの、攻撃力とリーチは非常に優れている。また、移動速度は緩慢だが耐久力は高く、総合的な戦闘力はボスキャラクター的存在である守護者に匹敵するほどに高い。他のクリーチャーを召喚する能力が追加されている。他のクリーチャーと同様に血、光、鉄で構成された3種類が存在する。
他の作品に登場した三角頭と違い完全に倒すことが可能で、死ぬと低確率で大鉈をその場に遺す。また、複数体存在する。
トルーカ刑務所の処刑執行人
『サイレントヒル2』『サイレントヒル ゼロ』『サイレントヒル アーケード』にて登場する絵画に描かれた、かつてのトルーカ刑務所で活躍していた死刑執行人。巨大な兜は執行人の匿名性を守るため、また、刑罰が正義のもとで執行されていることをアピールするためのものである。また、白いローブのような衣装は土着信仰における神の従者にして御使い"ヴァルティエル"への敬意を表している。
この執行人が活躍するのは死刑囚に絞首刑と槍での刺殺刑を選ばせた際に、槍での刺殺を望んだ時である。
『袋FUKURO』に登場する三角頭
正式名称は不明。外見は『2』に登場する三角頭と酷似しており、ライングフィギュアやマネキンを虐待する。本編との繋がりは無い。

### ブギーマン
『サイレントヒル ホームカミング』に登場する三角頭の怪物。ボルトやリベットで装飾された左右対称の五面のプレートで構成された巨大な兜を被っており、身体は筋骨隆々で3メートルほどもある。上半身は裸で両腕が赤く染まっているほか、下半身には足元にまで及ぶ継ぎはぎのスカートに似た衣装を身に纏っている。手にした大鉈は軍用コンバットナイフに似た形状である。主人公アレックス・シェパードの悪夢の中のアルケミラ病院に初登場し、アレックスの父親アダムを縦に切り裂き殺し、その後アレックスの喉を突き刺す。現実世界に初登場するのは廃アパートで、蟲型クリーチャーのスウォームを無数に引き連れてアレックスの目の前を通りすぎる。その際、明らかにアレックスの気配に気づいた素振りを見せるが、無視していた。その後、教会でアレックスに真実を告げ懺悔するアダムを縦に切り裂き殺した。「Bogeyman end」では非道な行いを繰り返したアレックスを椅子に縛り付け2体がかりで三角頭の兜を被せ、アレックスを3体目のブギーマンへと変貌させた。なお、兜の内側はアイアン・メイデンのようになっている。

### レッドピラミッド
実写映画『サイレントヒル』とその続編である『サイレントヒル: リベレーション3D』に登場する三角頭。
外見は『サイレントヒル ホームカミング』に登場するブギーマンと酷似しているが両手は赤く染まっておらず、下半身に纏った衣装はウエスト・エプロンのような形状になっており背面が露出している。所持している武器は鉈ではなく大剣であり、鉄の扉を紙のように貫く。また、拳銃による銃撃や刃物による斬撃を受けても全く効かない不死性と人間の皮を力ずくで剥ぎ取る怪力を併せ持つ。
正体は悪魔と契約し異世界を生み出したアレッサ・ギレスピーの守護者であり処刑人。アレッサの善の部分が具現化した存在であるシャロン・ダ・シルバを探しにミドウィッチ小学校に来たシャロンの養母ローズの前に大量のクリーパーを従えて突然現れ、ブラームス市警の警官シビル・ベネットと合流したローズを追い詰めるが、鳴り響くサイレン音と共に撤退した。その後、協会前で再登場し、アレッサの母ダリアに指示されるかのように教団信者のアンナを皮を剥ぎ取り殺害した。
十年後、教団に拐われた父クリストファーを探すためシャロンがサイレントヒルに戻った際、病院でクリーチャーに襲われたシャロンを救うべく現れ、次々とクリーチャーの腕を切り落としていった。その後、教団の力に支配されメリーゴーランドの動力原としてクランクを回していたが、シャロンが教団の指導者クローディア・ウルフが変貌したクリーチャー・ミショナリーに襲われたのを察知し拘束を脱して助けに行き、壮絶な一騎討ちの末にミショナリーの首を切断し勝利し、役割を終え撤退した。

### ベールイィオホートニク
『サイレントヒル ゼロ』のサウンドトラックに付属する短編漫画に登場する別世界の三角頭。名前はロシア語で「白い狩人」の意。その名の通り、外見はレッドピラミッドシングに酷似しているが、兜が白く、大鉈ではなく長大な火器を携行し、飛行型クリーチャーを撃墜する。プログラムにしたがって行動しており、何のために戦っているかは理解していない。

## 三角頭に類似するクリーチャー

### ヴァルティエル
サイレントヒルの土着宗教における「神」の従者であり、神を宿した女性である「聖女」を監視する者。即ち天使に相当する存在であり、異世界の案内人とも言える。輪廻転生を司る存在でもあり、聖女であるヘザーが死亡すると復活させるため、倒れた彼女の両足を掴んで引き摺って、遺体を何処かへ連れ去ってしまう。神を復活させることを目的として行動し、人間の思念から産み出された他の大多数のクリーチャーとは一線を画する。その外見は神と同様に見る者によって姿を変える。
『サイレントヒル3』におけるヴァルティエル
頭部は縫い合わせられた黄色い革に包まれ左側頭部に口があり、そこから舌のような器官を出し入れしている。頭部以外の外見がレッドピラミッドシングに酷似しているが、これはレッドピラミッドシングの衣装、即ちかつての死刑執行人の装束のデザインが当時の地元民のヴァルティエルに対する偶像崇拝的思想から生まれたからである。クリーチャーの一種であるナースを度々虐待するなど、レッドピラミッドシングを彷彿させる残虐さも見せる。
重力を無視できるようで、壁に立つことができる。聖女であるヘザーでは行くことができない金網やガラスの向こう側の世界からヘザーを見守るため、ゲーム中で彼女がこのクリーチャーに危害を加えることは不可能である。
特定の場所でヘザーが他のクリーチャーとの戦闘で敗北した場合に現れ、彼女を蘇生させるべく亡骸を持ち去っていく。しかし上述の通りこれはあくまで神の復活のためであり、ヘザーを救う目的ではない。その運び方も、力なく倒れているヘザーの両足を掴み、力任せに引き摺りながらという酷くぞんざいなもの。
ヘザーを裏世界の入り口で発見し、その後ブルックヘイブン病院の裏世界や教会に何度も現れる。病院裏世界の入り口や教会の廊下では輪廻転生を表すバルブを回しており、その傍らにはリサ・ガーランドやアレッサ・ギレスピー、シェリル・メイソンなど、裏世界で輪廻の狭間に囚われ苦しみ続けている者たちがいる。
最後はヘザーが吐き出した未熟な神の胎児を無理矢理取り込んで自ら聖女となった「教団」の司祭クローディア・ウルフを連れ去り神の出産を手助けした。
『サイレントヒル4 ザ・ルーム』におけるヴァルティエル
直接は登場しないものの、「ウォルター・サリバン事件」および「第二のウォルター・サリバン事件」、そして本編中に起きる「第三のウォルター・サリバン事件」の首謀者であり、教団の聖母派における神を復活させる儀式「21の秘跡」の「術者」でもあるウォルター・サリバンに宿っており、これが原因で本来は親切で穏やかな性格だったウォルターを儀式のためなら殺人すら厭わない殺人鬼へと変貌させた。
ヴァルティエルをウォルターに宿らせたのは身寄りの無い彼を育てた教団の組織「サイレントヒル・スマイル・サポート協会」が運営する孤児院「希望の家」にて子供たちを洗脳していたヴァルティエル派司祭のジョージ・ロステン。ジョージはヴァルティエル派筆頭の人物ジミー・ストーンの指示を受けて行動しており、この二人も一連の事件の共犯者であるが、ウォルターに儀式の生け贄として殺され心臓を抜き取られたあげく、ジミーはゴーストヴィクティム・オールドタイプ化、ジョージはホイールチェア化し、異世界に囚われ苦しみ続ける因果応報な結末を迎えることとなる。
『サイレントヒル ブック オブ メモリーズ』におけるヴァルティエル
外見は『サイレントヒル3』に登場したものとほぼ同じ。異世界の管理人代理であり、主人公に課題を出し、主人公がそれを達成できた場合は稀少なアイテムを与える。そのため敵ではなく味方と言える。

### ブッチャー
肉屋のエプロン・黒い長靴・ゴム手袋を身に付けた大柄な人型の怪物。顔の半分は布で隠されており、大きなクリーバーを所持している。その姿はレッドピラミッドシングやヴァルティエルにどことなく似ている。
『サイレントヒル ゼロ』におけるブッチャー
主人公トラヴィス・グレイディの前に度々姿を見せる。また、他のクリーチャーを切り裂く、干し肉のように吊るして虐待する、内臓を撒き散らすなど、レッドピラミッドシングやヴァルティエルを上回る残虐さを見せる。実際にトラヴィスと対峙するのは一度だけで、モーテルのキッチンにて対決することになる。耐久力・攻撃力が高く、相手を掴んでクリーバーで貫く即死攻撃を有するものの、動作が緩慢であるため倒すのは難しくない。その正体はトラヴィスの内面に潜む残虐な人格が具現化した存在であることが、作中で度々示唆されている。
『サイレントヒル ブックオブメモリーズ』におけるブッチャー
同作におけるピラミッドヘッドとおよそ似通った性質を持つが、耐久力・攻撃力・リーチは少し劣る。また、クリーチャーを召喚する能力は無い。クリーバーを投げつける遠距離攻撃も可能。

### サクラヘッド
頭から体にかけて桜の花に覆われた少女のような怪物。白いジャケットのような服を着ているが、体中がワイヤーで巻き付けられている。腕は鋭い枝であり、相手を突き刺して攻撃する。スカート状になった桜から生足が伸びるが枝も巻き付けられており、竹馬のような状態で歩行している。レッドピラミッドシングとは対照的な女性型クリーチャーであるが同様に頭部を覆い隠しており、「主人公を執拗に追跡する存在で決して倒せない」という点は共通している。
『サイレントヒル: ザ ショートメッセージ』におけるサクラヘッド
主人公アニタ・プラナートの前に何度も現れ、執拗に追跡する。アニタには戦闘能力が無く、サクラヘッドに対抗する手段を持たないため逃げるしかない。アニタを捕まえると枝で突き刺して殺し、その後、アニタが復活すると再び襲い掛かる。終盤には桜は変色し、服は汚れ、皮膚は腐食するという病的な姿で登場する。

## 関連性のある人物
ジェイムス・サンダーランド
『サイレントヒル2』の主人公。29歳。白人男性。職業は小さな会社の事務員。性格は妻のメアリーいわく、「ぶっきらぼうであまり笑わない、ちょっと短気な人だけど本当はとても優しい」。作中では他者と接する際は紳士的な態度であり、赤の他人であるローラやアンジェラを命懸けで助けようとするなどの正義感を見せる一方、明らかに異常な行動を度々みせる
重病を患った妻との三年間に及ぶ生活の末、精神的疲労から妻を枕で窒息させ殺害し、自殺のために夫婦の思い出の地であるサイレントヒルを訪れるが、そこでサイレントヒルの力の影響により記憶が改変され、「自分は三年前に病死したはずの妻メアリーから届いた『思い出の場所、サイレントヒルで待っている』という内容が書かれた手紙の真相を探るためにサイレントヒルにやって来た」と思い込み、メアリーとの思い出の場所を目指して行動する。
サイレントヒルでは「メアリーからの手紙」を盲信しつつ、自らの潜在意識が形を成した異世界をさまようこととなる。
異世界では現実逃避の象徴であるメアリーと瓜二つの女性マリアや、自罰意識の象徴である三角頭と度々遭遇し、思い出の場所であるホテルにて遂に真相を思い出す。
最後は三角頭とマリアにそれぞれ「もういらない」「もういいんだ」と、現実を直視できるようになった自分には既に必要ないことを告げ、対峙する。
本作における三角頭が不死身なのは、ジェイムス自身の願いによって生み出された存在だからである。
アダム・シェパード
『サイレントヒル ホームカミング』の登場人物。主人公アレックスの父親であり、「シェパードグレン」のシェリフ（保安官）。バートレットやハロウェイ、フィッチと並ぶシェパードグレンの創始者の子孫で、これまでの風習通り、自分の子供を生け贄として殺さなければならなかった。彼は生け贄に長男アレックスを選び、冷たく接したが、その一方で次男ジョシュアを溺愛していた。本作に登場する三角頭「ブギーマン」は、アダムのアレックスに対する懺悔の意識から生まれた。
エミリー・アンダーソン

ダーク・アレッサ

## カメオ
『サイレントヒル ゼロ』
処刑人が描かれた絵画が、ギレスピー邸に飾られている。
『サイレントヒル ダウンプア』
Eエンディングに登場する。マーフィーのゲームクリアを祝うため、ジェイムスやメアリー、ヘザー、バブルヘッドナースらシリーズ歴代キャラクターに見守られるなか、大鉈でケーキを両断した。
『オレカバトル』
三角頭の設定・容姿を一部受け継いだ「ピラミッドヘッド」のカードが存在する。また、このモンスターが出てきた時原曲が流れる。
『Krazy Kart Racing』
ロビー君と共にプレイヤーキャラクターとして登場する。
『New International ハイパースポーツDS』
プレイヤーキャラクターとして登場する。
『スーパーボンバーマンR』
サイレントヒル星という惑星からきたという設定でバブルヘッドナースと共にプレイヤーキャラクターとして登場する。
『メタルギアサヴァイヴ』
2018年秋に開催されたゲーム内イベントで 三角頭の姿になれるアイテムが追加された。
『Dead by Daylight』
2020年6月のアップデートより、プレイヤーキャラクターとして追加された。